# Scaphyglottis robusta
Scaphyglottis robusta är en orkidéart som beskrevs av Bryan Roger Adams. Scaphyglottis robusta ingår i släktet Scaphyglottis och familjen orkidéer. Inga underarter finns listade i Catalogue of Life.